# 오쿠다이라 마사유키
오쿠다이라 마사유키(일본어: 奥平 昌邁 おくだいら まさゆき[*])는 에도 시대 후기의 다이묘이다. 부젠국 나카츠번 9대이자 마지막 번주이다. 관위는 종5위하 미마사카노카미이다. 나카츠번 오쿠다이라가 13대 당주이다. 백작이다.

## 생애
이요국 우와지마번 번주 다테 무네나리의 4남으로 태어났다. 분큐 3년 (1863년) 5월, 오쿠다이라 마사토모의 양자가 되었다. 게이오 4년 (1868년) 5월, 마사토모의 은거로 가독을 이었다. 메이지 2년 (1869년), 메이지 유신을 따라, 참신한 번정 개혁에 나섰다. 특히 인재 등용 등에서는 선거법을 채택하는 등, 가산세습법을 타파한 새로운 방법을 도입했다. 같은 해, 판적봉환에 의해 나카츠번 지사가 되었고, 메이지 4년 (1871년), 폐번치현 후 유신의 공으로 상전록 2천량을 받아 백작이 되었다.
그 후, 에도에 올라가, 게이오기주쿠에 입학하였다. 전 번사였던 후쿠자와 유키치, 오바타 토쿠지로에게 미국 유학을 권유받아, 뉴저지주 뉴브런즈윅 지구로 유학을 갔다. 메이지 5년 (1872년) 2월 20일의 후쿠자와 에이노스케 앞으로 보내진 서한에는 <昨日アメリカより手紙参、殿様も甚さんもぶじ、ソルレイキと申処迄参候よし>라고 쓰여있다. 이 서한에 나오는 殿様가 마사유키 공이고, 甚さん은 유학 수행자인 오바타 진자부로이다.
귀국 후, 도쿄부 회의원이 되어 이듬해 도쿄부 시바구장에 취임했다. 또한 후쿠자와, 오바타의 권유로 번교 신슈칸의 후신 학교인 나카츠시 학교를 설립하고, 교사를 게이오기주쿠의 나카츠번 출신자로부터 파견하는 등, 옛 나카츠번에 뛰어난 족적을 남겼다. 그러나, 미국 유학 때 걸린 병이 원인으로, 메이지 17년 (1884년), 30세의 나이로 사망했다.

## 서훈
- 1884년 (메이지 17년) 7월 7일 - 백작

## 가계
- 아버지 : 다테 무네나리
- 어머니 : 타가와
- 양아버지 : 오쿠다이라 마사모토
- 부인 : 시즈코 -  미즈노 타다키요의 딸
- 생모 미상의 자녀
  - 장남 : 오쿠다이라 마사야스
  - 차남 : 오쿠다이라 마사쿠니
  - 3남 : 오쿠다이라 에이노스케

## 같이 보기
- 메이로쿠샤
- 하마노 사다시로

| 전임 오쿠다이라 마사모토 | 제9대 나카쓰번 번주 (오쿠다이라가) 1868년 ~ 1871년 | 후임 폐번치현 |